# Kurt Gritsch

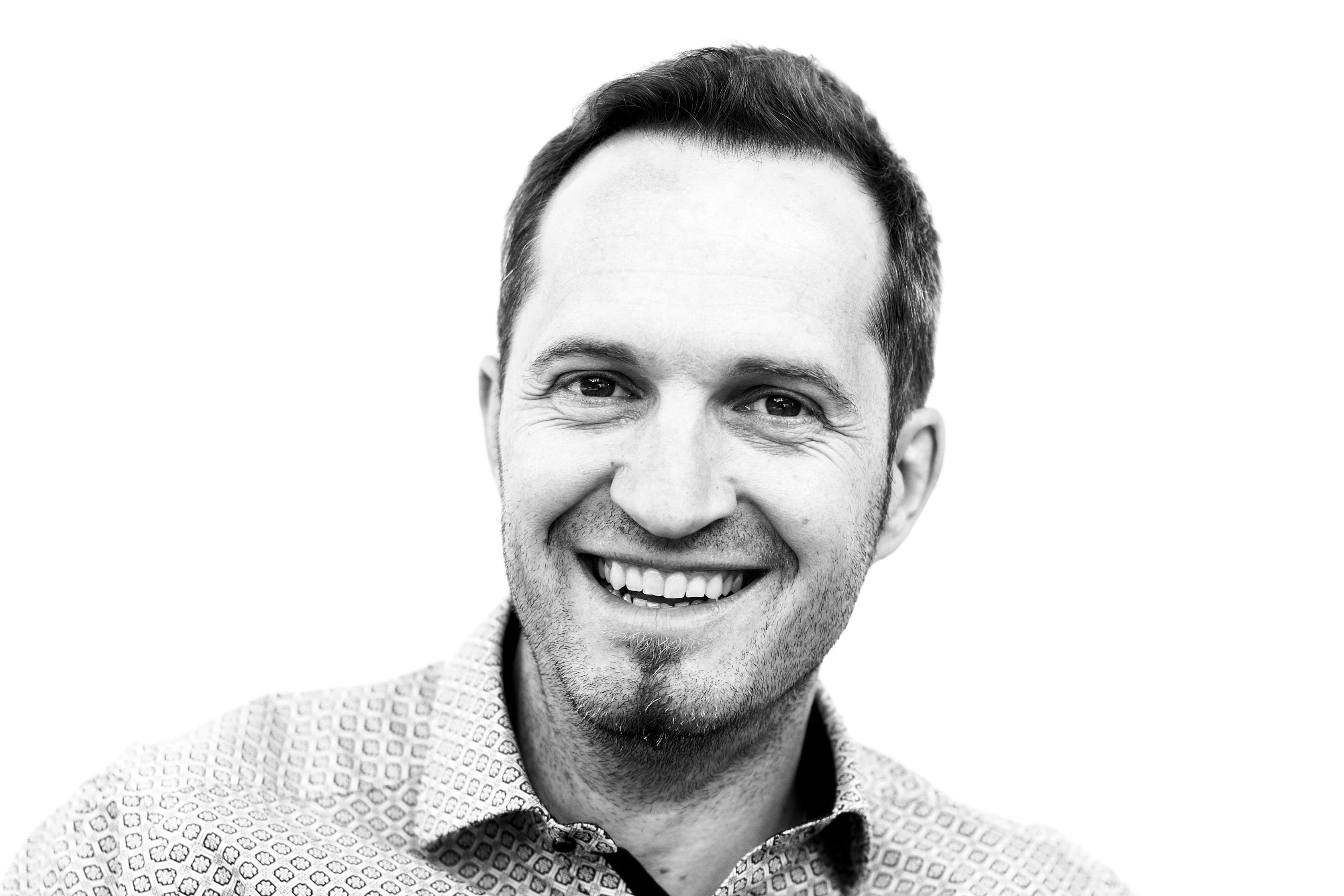
Kurt Gritsch (2018)

Kurt Gritsch (* 21. Juni 1976 in Meran) ist ein italienischer Kurator und Autor aus Südtirol.

## Leben
Gritsch studierte von 1995 bis 2000 Geschichte, Deutsche Philologie, Alte Geschichte und Philosophie/Medienkunde an der Universität Innsbruck und der Universität Rom III. Im November 2000 erhielt er für eine Diplomarbeit zum Thema Peter Handke und „Gerechtigkeit für Serbien“ den Magister Philosophiae. 2009 promovierte er bei Michael Gehler an der Universität Hildesheim mit summa cum laude mit einer Dissertation mit dem Titel Inszenierung eines gerechten Krieges? NATO, Medien und Intellektuelle im 'Kosovo-Krieg' 1999, einer Diskursanalyse über den Kosovokrieg.
Er ist mit der italienischen Dramaturgin und Autorin Selma Mahlknecht verheiratet. Das Ehepaar tritt auch im deutschsprachigen Raum gemeinsam als Kabarett- und Gesangsduo auf, Gritsch begleitet dabei meist auf der Gitarre.

## Berufliche Tätigkeit
Gritsch war an den Universitäten Innsbruck und Luzern tätig und arbeitete am Institut für Kulturforschung Graubünden. Er publiziert und forscht zu Zeitgeschichte, Konfliktforschung, Medien- und Rezeptionsgeschichte. Bis 2019 schrieb er regelmäßig für das Online-Magazin Telepolis.
Seit 2023 leitet er das Kulturarchiv Oberengadin im schweizerischen Kanton Graubünden.

## Kontroverse um Peter Handke
Siehe auch: Peter Handke#1996 bis 2005, Serbien-Kontroverse und Peter Handke#Würdigung und Kritik
Gritschs erstes Buch, Peter Handke und „Gerechtigkeit für Serbien“, befasst sich mit der öffentlichen Kontroverse um den österreichischen Schriftsteller Peter Handke nach der Veröffentlichung von dessen Reisebericht Eine winterliche Reise zu den Flüssen Donau, Save, Morawa und Drina oder Gerechtigkeit für Serbien im Jahr 1996.
Bei der Vergabe des Nobelpreises für Literatur 2019 an Handke wurde Gritschs Buch von Akademie-Mitglied Eric M. Runesson berücksichtigt. In einem Artikel von Peter Maass in The Intercept wurde Gritsch und dem deutschen Autor Lothar Struck vorgeworfen, mit ihren Büchern längst widerlegte Verschwörungstheorien zum Bosnienkrieg zu verbreiten. Gritsch wies diese Darstellung zurück und betonte in einer Stellungnahme, dass „sein Buch keine Verschwörungstheorie vertrete, sondern lediglich in einem vergleichsweise belanglosen Nebenaspekt der Handke-Rezeption die unter Wissenschaftlern diskutierte These referiere, dass Ruder Finn dazu beigetragen habe, die serbischen Lager mit dem Holocaust zu vergleichen“.

## Publikationen
- Peter Handke und „Gerechtigkeit für Serbien“. Eine Rezeptionsgeschichte. StudienVerlag, Innsbruck 2009, ISBN 978-3-7065-4614-0.
- Inszenierung eines gerechten Krieges?: Intellektuelle, Medien und der "Kosovo-Krieg" 1999. Verlag Georg Olms, Hildesheim 2010, ISBN 978-3-487-14355-2.
- Krieg um Kosovo: Geschichte, Hintergründe, Folgen. Taschenbuch. innsbruck university press, Innsbruck 2016, ISBN 978-3-902936-83-7.
- Vom Kommen und Gehen. Arbeitsmigration in Südtirol. Monographie. Edition Raetia, Bozen 2016, ISBN 978-88-7283-567-8.